# Gadi Algazi

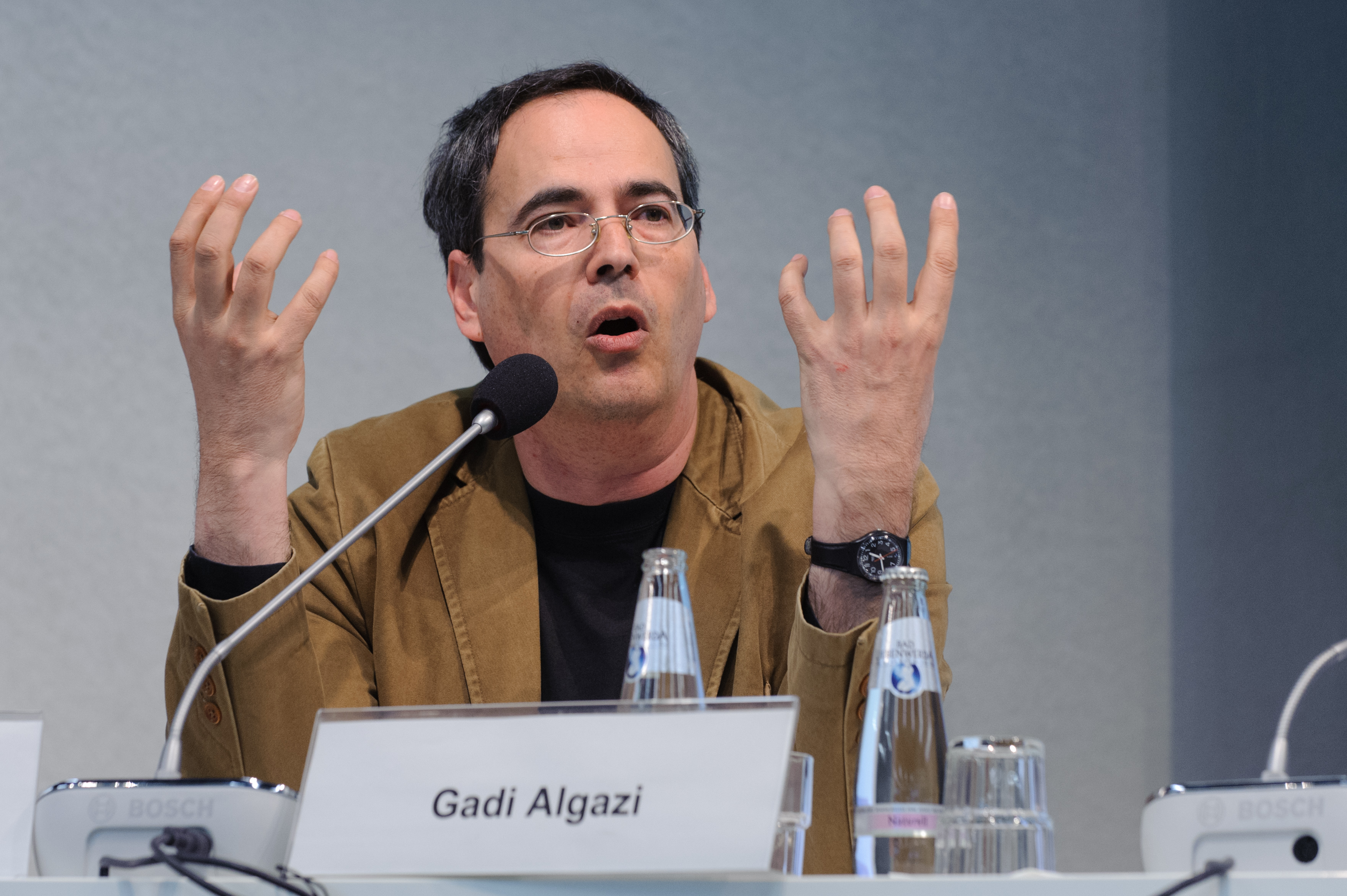
Gadi Algazi, 2012 auf der Konferenz „Fremde Freunde?“ der Heinrich-Böll-Stiftung in Berlin.

Gadi Algazi (hebräisch גדי אלגזי‎; * 2. Oktober 1961 in Tel Aviv) ist ein israelischer Historiker und Bürgerrechtler. Er lehrt als Professor für mittelalterliche Geschichte an der Universität Tel Aviv.

## Leben

### Herkunft und Jugend
Seine Mutter stammte aus Belgrad und floh im Zweiten Weltkrieg nach Budapest. Sein Vater kam aus Alexandrien. Seine Eltern lebten in den fünfziger Jahren im Kibbuz und engagierten sich in der kommunistischen Partei. Sein Vater wurde Journalist. Als einer von ganz wenigen reiste er 1967 in das Westjordanland und den Gazastreifen. In der kommunistischen Presse veröffentlichte er dazu Berichte über die israelische Besatzung. Anfang der siebziger Jahre wurde sein Vater Sekretär der israelischen Liga für Menschenrechte, der zum damaligen Zeitpunkt einzigen Menschenrechtsorganisation in Israel. 
Gadi Algazi wuchs in bescheidenen Verhältnissen im Großraum Tel Aviv auf. Als Schüler war er in einer autonomen linken Jugendgruppe tätig. In frühen Jahren war er im kommunistischen Jugendbund engagiert. Als Fünfzehnjähriger besuchte er 1976 die Flüchtlingslager im Gazastreifen mit seinem Vater. Dies hinterließ bleibenden Eindruck auf ihn. Als Achtzehnjähriger organisierte er eine Gruppe von Kriegsdienstverweigerern. Er lehnte 1980 den Kriegsdienst in der israelischen Armee wegen der israelischen Besatzungspolitik ab und kam dafür in das Gefängnis. Seine Freiheit erhielt er mit Hilfe einer internationalen Kampagne und durch Unterstützung von Amnesty international zurück.

### Akademische Laufbahn
Er studierte von 1981 bis 1985 Geschichte, Arabistik und Literaturwissenschaften an der Universität Tel Aviv. Von 1985 bis 1986 studierte er mittelalterliche Sozialgeschichte, Islamwissenschaften und Literaturwissenschaft an der School of History an der Universität Tel Aviv. Von 1986 bis 1991 studierte er die Fächer der mittelalterlichen Geschichte, Arabistik und französischen Philologie an der Georg-August-Universität Göttingen, wo er promoviert wurde. Von 1989 bis 1991 war wissenschaftlicher Mitarbeiter am Max-Planck-Institut für Geschichte in Göttingen. Im Jahr 1991 kehrte er nach Tel Aviv zurück. Er wurde 1995 Senior Lecturer am Department of History der Universität Tel Aviv. Er war von 2001 bis 2012 Herausgeber der Zeitschrift History and Memory und ist seit 2008 Mitglied des Herausgebergremiums der Fachzeitschrift Past & Present. Er hatte das Humboldt Fellowship (1998/99), das Yad HaNadiv Fellowship (1995–1997) und das Alon Fellowship (1994–1997). Er war 1999/2000 Fellow am Wissenschaftskolleg zu Berlin.

### Bürgerrechtsaktivitäten
Er war 2000 an der Gründung der jüdisch-arabischen Gruppe Ta'ayush („Zusammenleben“) beteiligt, die im Westjordanland zahlreiche gewaltlose Aktionen zur Unterstützung der palästinensischen Zivilbevölkerung organisierte. Er ist aktiv in Tarabut-Hithabrut („Zusammenbringen“), die nach dem Libanonkrieg 2006 gegründet wurde. Diese jüdisch-arabische Organisation bemüht sich darum, benachteiligte und diskriminierte Juden und Palästinenser in Israel zusammenzuführen.

## Forschungsschwerpunkte
Seine Forschungsschwerpunkte sind die Sozial- und Kulturgeschichte der Frühen Neuzeit, Herrschaftskonstruktionen und kultureller Austausch sowie Gelehrten- und Wissenskultur. In seiner 1996 veröffentlichten Dissertation Herrengewalt und Gewalt der Herren im späten Mittelalter übte er grundlegende Kritik am Modell von Otto Brunner in dessen Werk Land und Herrschaft. Er zeigte die Affinität von Brunners Herrschaftsmodell zum Nationalsozialismus auf. Mit der von ihm angewandten „Spielart der Begriffsgeschichte“ will er erkunden, „inwieweit spätmittelalterlicher Sprachgebrauch die Rekonstruktion von kaum artikulierten Sichtweisen der Gesellschaft ermöglicht.“ Er will damit den „Bedeutungsraum“ der „zentralen sozialen Wörter“ der spätmittelalterlichen Sprache ausmessen. In dieser Studie untersucht er „einerseits den Zusammenhang von Gewaltsamkeit und Herrschaftsposition der Herren im Spätmittelalter, andererseits die sprachlichen Repräsentationen und Wahrnehmungsformen dieses Zusammenhangs“. Im Zentrum der Untersuchung stehen aber „weder ländliche Herrschaft noch herrschaftliche Gewalt im allgemeinen“, sondern deren möglicher Zusammenhang. Nach Brunner war der Herr zur Gewährung von Schutz und Schirm bestimmt, während die Hintersassen Dienste und Abgaben zu leisten hatten. Algazi zufolge habe dieses von Otto Brunner in seinem Werk Land und Herrschaft entwickelte Modell vom „Schutz und Schirm“ mittelalterlicher Herren über ihre Bauern nie existiert. Algazi versuchte im zweiten Teil seiner Arbeit nachzuweisen, dass ein maßgeblicher Hintergrund der spätmittelalterlichen Adelsfehde eine systemerhaltende Funktion war. Er entwarf ein Modell „von der Reproduktion der gesellschaftlichen Machtposition der Herren, in dessen Zentrum die soziale Produktion der Gewalt durch die Herren selbst steht“. Die Fehde hatte den ökonomischen Effekt einer „schnellen, raubmäßigen Verwendung bäuerlicher Arbeit“, womit sie die „langfristige Aneignungsform bäuerlicher Arbeit im Rahmen einer Grundherrschaft“ ergänzte.
Die Arbeit fand in der Fachwelt große Beachtung und wurde für die mittelalterliche Sozialgeschichte wegweisend. Algazis Ausführungen wurden vielfach in der Fachwelt aufgegriffen. Intensiv wurde der ideologiekritische Aspekt von Brunners Herrschaftsmodell behandelt. Im Laufe der Jahre geriet seine Arbeit jedoch vielfach in Kritik. So konnte Christine Reinle in Auseinandersetzung mit Algazi nachweisen, dass die bäuerliche Fehde eine allgemein verbreitete Erscheinung des Spätmittelalters und keineswegs auf den Adel beschränkt war. Reinle und Sigrid Schmitt hoben hervor, dass Bauern keinesfalls nur Opfer von adliger Gewalt waren, sondern auch Profiteure des Fehdewesens waren. Nach Alexander Patschovsky liege Brunners Fehdeanalyse „ein Gesellschaftsmodell zugrunde, in dem Konflikt keine dysfunktionale Negativgröße ist und Friede nicht unbedingt das Fundament menschheitsgeschichtlichen Fortschritts“, was Reinle zu der Feststellung benutzt, Algazi selbst in Ideologienähe zu rücken. Konstantin Langmaier wies die Positionen Algazis bzw. der Kritiker Brunners mit der Feststellung zurück, dass Fehden häufig „mit schweren ökonomischen Schäden für die Besitzenden verbunden“ gewesen seien. Bauern seien für den fürstlichen Wohlstand viel zu wichtig gewesen, als dass sich deren Unterdrückung mit Hilfe mafiöser Gewaltstrukturen gelohnt hätte. Auch sei es letztlich anachronistisch, wie auf Seiten englischsprachiger Historiker üblich, von einheitlichen „deutschen“ Zuständen im Reich auszugehen. Klaus Graf mahnte ebenfalls, die rechtliche Seite der Fehde wieder mehr zu berücksichtigen und zu den wichtigsten Positionen Brunners zurückzukehren.
Eine von Algazi, Valentin Groebner und Bernhard Jussen im Dezember 1998 in Paris organisierte Tagung befasste sich mit der ganzen Bandbreite des mittelalterlichen Schenkens. Die Beiträge wurden 2003 herausgegeben.
Algazi erforscht die mittelalterliche Gelehrtenfamilie und die Entstehung eines spezifischen Gelehrtenhabitus zwischen Spätmittelalter und Früher Neuzeit.

## Schriften
Monographien
- Herrengewalt und Gewalt der Herren im späten Mittelalter. Herrschaft, Gegenseitigkeit und Sprachgebrauch. Campus-Verlag, Frankfurt am Main 1996, ISBN 3-593-35596-5.

Herausgeberschaften
- mit Valentin Groebner, Bernhard Jussen: Negotiating the gift. Pre-modern figurations of exchange (= Veröffentlichungen des Max-Planck-Instituts für Geschichte. Bd. 188). Vandenhoeck & Ruprecht, Göttingen 2003, ISBN 3-525-35186-0